# مرغداری روشن
مرغداری روشن یک منطقهٔ مسکونی در ایران است که در دهستان نرجه واقع شده‌است.